# BMW Serie 3 Compact
El BMW Serie 3 Compact es una versión con portón trasero, 3 puertas del BMW Serie 3, fabricado entre 1993 y 2004. Inicialmente basado en la plataforma del E36, que evolucionó a la plataforma del E46 en 2001.
Los modelos de lanzamiento estaban propulsados por motores de gasolina de cuatro cilindros y la gama se amplió a lo largo de los años para incluir un motor de gas natural comprimido, motores diésel de cuatro cilindros y motores de gasolina de seis cilindros. A diferencia de la mayoría de los competidores con portón trasero, el Compact de la Serie 3 utiliza propulsión trasera (en lugar de tracción delantera).
En 2004, la Serie 3 Compact fue reemplazada por la Serie 1. La Serie 3 GT, presentada en 2013, no es una sucesora de la Serie 3 Compact, a pesar de utilizar también una apertura trasera con portón trasero.

## E36/5 (1994 a 2000)
Lanzado en 1994, el E36 Serie 3 Compact (código de modelo E36/5), fue el primer compacto de BMW desde que el Touring 2002 que se dejó de fabricar en 1974.
Desde el parachoques delantero hasta el pilar A, el E36/5 es idéntico al E36 berlina. Desde el pilar A hacia atrás, el E36/5 es único frente al resto de E36. Aunque la longitud total del E36/5 es de aproximadamente 200 milímetros (7,9 plg) más corto que el resto de la gama E36 Serie 3, la longitud de la distancia entre ejes es la misma.
Hubo una versión de techo corredizo, cubierto por un techo de lona plegable, disponible desde mediados de 1995. Este modelo se conocía como «California Top Edition» o también «Open Air Edition».

En septiembre de 1996 (modelo del año 1997), el Serie 3 Compact recibió un rediseño. Los cambios incluyeron luces traseras, parrilla, parachoques y espejos nuevos.

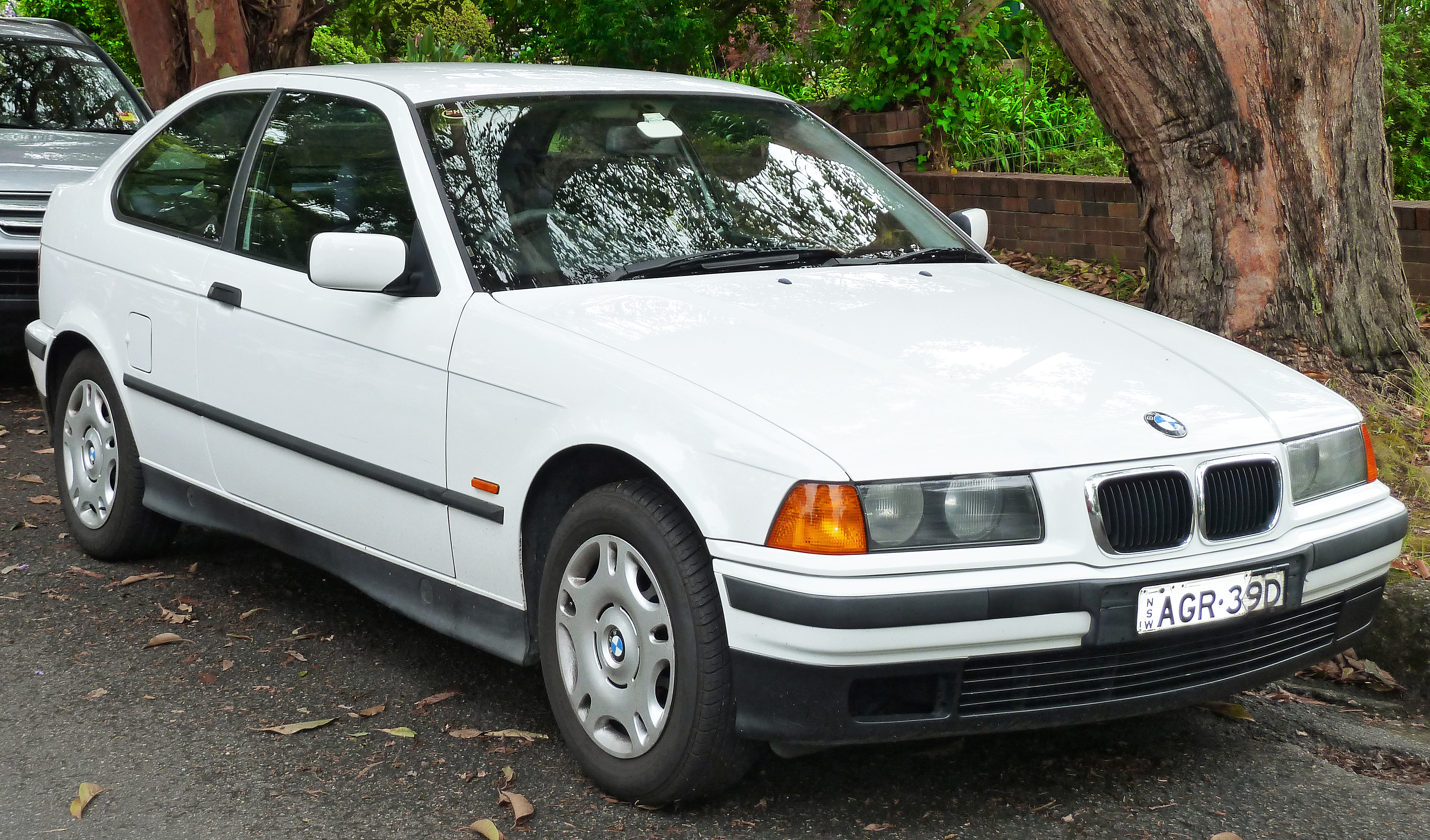
316i Compact rediseñado
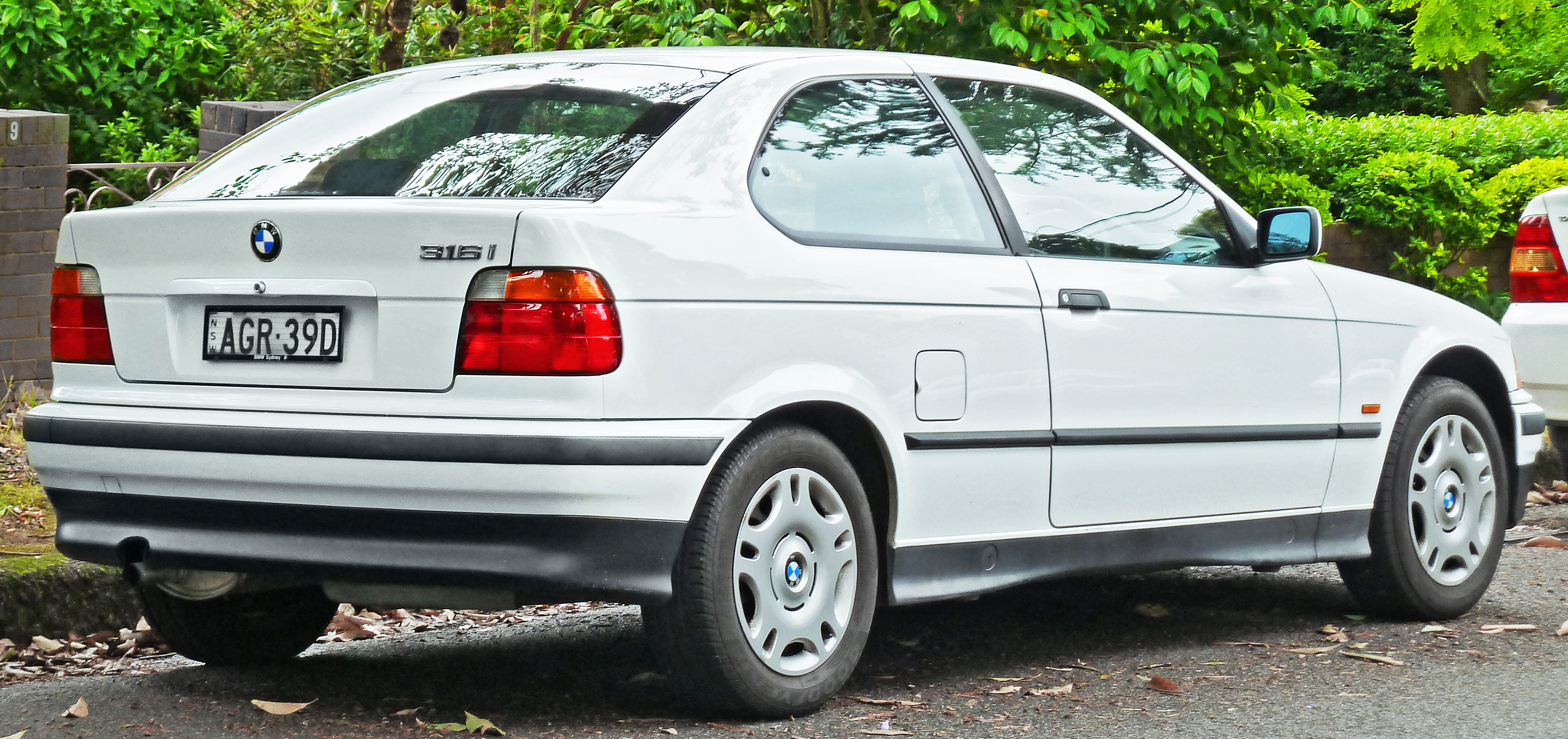
Trasera del 316i Compact rediseñado

### Suspensión
La suspensión delantera utiliza el diseño de puntales MacPherson del E36, mientras que la suspensión trasera utiliza un brazo semirremolcado de los modelos E30 de la generación anterior (en lugar de la suspensión multibrazo del resto de la gama E36). Esta disposición de suspensión trasera, que también se utiliza en el Z3, es más compacta y barata de producir. Algunos críticos creen que esta disposición hace que el manejo del E36/5 sea propenso al sobreviraje.

### Interior
El interior es en su mayoría similar a los modelos E36 berlina, excepto los asientos traseros plegables y el tablero de instrumentos que comparte algunos elementos con la generación anterior del E30 Serie 3 .

### Modelos
| Nombre          | Potencia                            | Par                               | Motor                             | 0 a 100 km/h (62 mph) | Velocidad máxima     | Periodo   |
| --------------- | ----------------------------------- | --------------------------------- | --------------------------------- | --------------------- | -------------------- | --------- |
| 316i            | 75 kW (102 CV; 101 HP) a 5.500 rpm  | 150 N·m (111 lb·pie) a 3.900 rpm  | 1,6 L M43 de 4 cil. en línea      | 11,9 segundos         | 188 km/h (116,8 mph) | 1994-1999 |
| 316i            | 77 kW (105 CV; 103 HP) en 5.300 rpm | 165 N·m (122 lb·pie) a 2500 rpm   | 1,9 L M43 de 4 cil. en línea      | 11,9 segundos         | 190 km/h (118 mph)   | 1999-2000 |
| 316g *          | 60 kW (82 CV) en 5.500 rpm          | 127 N·m (94 lb·pie) a 3.900 rpm   | 1,6 L M43 de 4 cil. en línea      | 15,6 segundos         | -                    | 1995-2000 |
| 318ti           | 103 kW (140 CV; 138 HP) a 6.000 rpm | 175 N·m (129 lb·pie) a 4.500 rpm  | 1.8 L M42 de 4 cil. en línea      | 9,9 segundos          | 209 km/h (129,9 mph) | 1994–1995 |
| 318ti           | 103 kW (140 CV; 138 HP) a 6.000 rpm | 180 N·m (133 lb·pie) a 4300 rpm   | 1,9 L M44 de 4 cil. en línea      | 9,9 segundos          | 209 km/h (129,9 mph) | 1995–1998 |
| 323ti           | 125 kW (170 CV; 168 HP) a 5.500 rpm | 245 N·m (181 lb·pie) a 3.950 rpm  | 2,5 L M52 de 6 cil. en línea      | 7,8 segundos          | 230 km/h (143 mph)   | 1997-2001 |
| 318tds (diésel) | 66 kW (90 CV; 89 HP) a 4.400 rpm    | 190 N·m (140,1 lb·pie) a 2000 rpm | 1,7 L M41 turbode 4 cil. en línea | 13,9 segundos         | 175 km/h (108,7 mph) | 1995-2001 |

*Bivalente: el 316g puede funcionar con gasolina o gas natural comprimido (GNC). 75 kW (102 CV) cuando funciona con gasolina.

### Modelos de prototipos
M3 CompactEn 1996, para celebrar el 50 aniversario de la revista automovilística alemana Auto, Motor und Sport, BMW M fabricó un M3 Compact a mano. El coche incorporó todas las características técnicas y ópticas del E36 M3, pero en la carrocería del Compact. Las puntas de escape cuádruples, los asientos deportivos Recaro, los cinturones de seguridad de cuatro puntos, el volante en Alcántara y la palanca de cambios específicas de este modelo.

### Modelos norteamericanos
En Norteamérica, el único modelo disponible fue el 318ti, inicialmente impulsado por un motor DOHC 1.8, 138 CV (101 kW; 138 CV) BMW M42 de cuatro cilindros en línea. En 1996, para que el automóvil cumpliera con la diagnosis OBD-II, el M42 fue reemplazado por el motor M44 1.9.
El E36 Compact fue popular en su mercado interno en Europa, lo que llevó a BMW a comercializar el automóvil en América del Norte a finales de 1994 (para el modelo de 1995). BMW dejó de importar el BMW Compact a Norteamérica en 1999 después de un período muy corto de 4 años debido a una combinación de bajas ventas y la decisión de BMW de eliminar gradualmente todos los motores de 4 cilindros en los Estados Unidos. El problema con el E36 Compact impidió la entrada del E46 Compact en el mercado norteamericano y llevó a BMW a reconfigurar el sucesor del BMW Compact, el BMW Serie 1, de un liftback a un cupé antes de intentar comercializar el automóvil en Norteamérica nuevamente.[cita requerida]

### Cifras de ventas
La producción total de 1993 a 1999 (es decir, excluyendo 2000, el último año de producción) es de 371 498 unidades.

## E46/5 (2000 a 2004)

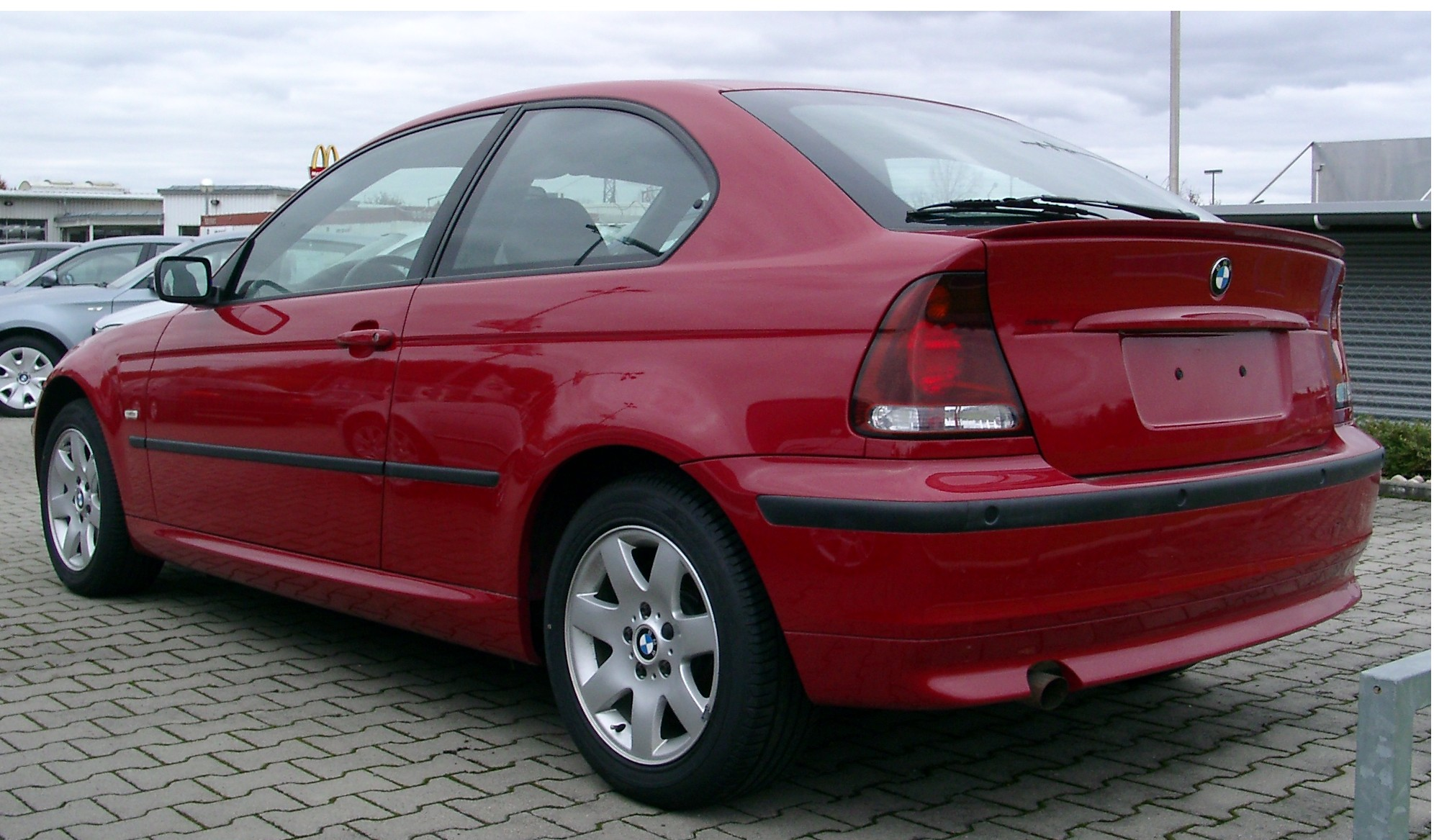
Vista trasera del E46 Compact.

En el año 2000, el Serie 3 Compact fue rediseñado utilizando la entonces nueva plataforma delE46. Este Compact actualizado tiene el código de modelo E46/5.
Según el resto de la gama E46, la distancia entre ejes se aumentó 25 mm (1 plg) . La longitud total también aumentó 52 mm (2 plg).
El estilo exterior tiene varias diferencias con el resto de la gama E46 Serie 3, en particular los característicos faros y pilotos traseros. Mecánicamente, el Compact comparte muchos elementos con el resto de la gama E46, sin embargo, la cremallera de dirección tiene una relación más rápida.
El E46/5 no se vendió en Norteamérica ya que su predecesor no resultó ser un éxito de ventas en ese mercado.

### Suspensión
La suspensión trasera utiliza un diseño multibrazo, en comparación con el diseño de brazo semirremolque utilizado por su predecesor.

### Transmisiones
Las opciones de transmisión son en su mayoría las mismas que las del modelo E46 coupé y sedán equivalente.
Desde principios de 2003, el 325ti estaba disponible con una transmisión manual automatizada SMG-II de 6 velocidades.

### Modelos

#### Motores de gasolina
| Modelo | Periodo   | Motor                              | Potencia                    | Par                                 |
| ------ | --------- | ---------------------------------- | --------------------------- | ----------------------------------- |
| 316ti  | 2002-2004 | 1,6 L N40 de 4 cilindros en línea* | 85 kW (116 CV) a 6.100 rpm  | 150 N·m (111 lb·pie) a 4.300 rpm    |
| 316ti  | 2004      | 1,6 L N45 de 4 cilindros en línea† | 85 kW (116 CV) a 6.000 rpm  | 150 N·m (111 lb·pie) a 4.300 rpm    |
| 316ti  | 2001-2004 | 1.8 L N42 de 4 cilindros en línea  | 85 kW (116 CV) a 5.600 rpm  | 175 N·m (129,1 lb·pie) en 3.750 rpm |
| 316ti  | 2004      | 1.8 L N46 de 4 cilindros en línea  | 85 kW (116 CV) a 5.600 rpm  | 175 N·m (129,1 lb·pie) en 3.750 rpm |
| 318ti  | 2001-2004 | 2,0 L N42 de 4 cilindros en línea  | 105 kW (143 CV) a 6.000 rpm | 200 N·m (148 lb·pie) a 3.750 rpm    |
| 318ti  | 2004      | 2,0 L N46 de 4 cilindros en línea  | 105 kW (143 CV) a 6.000 rpm | 200 N·m (148 lb·pie) a 3.750 rpm    |
| 325ti  | 2001-2004 | 2.5 L M54 de 6 cilindros en línea  | 141 kW (192 CV) a 6.000 rpm | 245 N·m (180,7 lb·pie) a 3500 rpm   |

* Se utiliza en lugar del motor N42 en países donde los impuestos sobre los vehículos favorecen a los motores más pequeños.
† Se utiliza en lugar del motor N47 en países donde los impuestos sobre los vehículos favorecen a los motores más pequeños.

#### Motores diésel
| Modelo | Años      | Motor                              | Energía                     | Esfuerzo de torsión              |
| ------ | --------- | ---------------------------------- | --------------------------- | -------------------------------- |
| 318td  | 2003-2004 | 2,0 L M47 turbo de 4 cil. en línea | 85 kW (116 CV) a 4.000 rpm  | 280 N·m (207 lb·pie) a 1.750 rpm |
| 320td  | 2001-2004 | 2,0 L M47 turbo de 4 cil. en línea | 110 kW (150 CV) a 4.000 rpm | 330 N·m (243 lb·pie) a 2000 rpm  |